# Campionat del Món de Clubs d'hoquei sobre patins masculí
El Campionat del Món de clubs d'hoquei patins masculí és una competició internacional d'hoquei sobre patins en la que s'enfronten clubs dels diversos continents en una seu fixada.
S'inicià l'any 2006 a Luanda, Angola, i va recuperar el format de les dues primeres edicions de la Copa Intercontinental, una lligueta entre 12 equips d'Àfrica, Amèrica i Europa. La segona edició d'aquesta competició es disputà a Reus el 2008.

## Historial
| En negreta = Equip guanyador (1) = Nombre de campionats 1-1 = Marcador campió-subcampió (prò.) = Pròrroga (p.) = Penals Nota. Noms dels equips segons l'època |

| Edició     | Temp.   | Data       | Campió            | Resultat   | Subcampió     | Seu                     | refs. |
| ---------- | ------- | ---------- | ----------------- | ---------- | ------------- | ----------------------- | ----- |
| I detalls  | 2006-07 |            | Bassano 54        |            | Reus Deportiu | Luanda (Angola)         |       |
| II detalls | 2007-08 | 28-09-2008 | Reus Deportiu (1) | 1-0 (g.o.) | FC Barcelona  | Pavelló Olímpic de Reus | [ 1 ] |

## Palmarès
| Equip         | Campionats guanyats |
| ------------- | ------------------- |
| Bassano 54    | 2006                |
| Reus Deportiu | 2008                |